# 소비자 행동
소비자 행동은 개인, 그룹 또는 조직과 상품 및 서비스 의 구매, 사용 및 폐기와 관련된 모든 활동에 대한 연구이다. 소비자 행동은 소비자의 감정, 태도 및 선호도가 구매 행동에 미치는 영향으로 구성된다. 소비자 행동은 1940-1950년대에 마케팅의 별개의 하위 분야로 등장했지만 심리학, 사회학, 사회 인류학, 인류학, 민족지학, 마케팅 및 경제학 (특히 행동경제학)의 요소를 혼합하는 학제 간 사회 과학이 되었다.
소비자 행동에 대한 연구는 사람들의 욕구 와 소비 패턴을 이해하기 위해 인구 통계, 성격 생활 방식 및 행동 변수(예: 사용률, 사용 빈도, 충성도, 브랜드 지지, 추천 제공 의지)와 같은 개별 특성을 공식적으로 조사한다. . 소비자 행동은 또한 가족, 친구, 스포츠 및 참조 그룹과 같은 사회적 그룹에서 일반 사회( 브랜드 영향력, 오피니언 리더 )에 이르기까지 소비자에 대한 영향을 조사한다.
연구에 따르면 소비자 행동은 해당 분야의 전문가라도 예측하기 어렵다. 그러나 민족지학, 소비자 신경과학, 기계 학습과 같은 새로운 연구 방법은 소비자가 결정을 내리는 방식에 대해 새로운 시각을 제공하고 있다. 또한 CRM( 고객 관계 관리 ) 데이터베이스는 고객 행동 분석을 위한 자산이 되었다. 이러한 데이터베이스에서 생성된 광범위한 데이터 를 통해 고객 재구매 의도, 소비자 유지, 충성도 및 기타 행동 의도(예: 긍정적 추천 제공, 브랜드 옹호자 또는 고객 시민 활동 참여 의지)에 기여하는 행동 요인을 자세히 조사할 수 있다. . 데이터베이스는 또한 시장 세분화, 특히 충성도 세그먼트 개발과 같은 행동 세분화를 지원한다. 이는 일대일 기반으로 밀접하게 타겟팅된 맞춤형 마케팅 전략을 개발하는 데 사용할 수 있다. (또한 관계 마케팅 참조).

## 소비자 행동의 기원
1940년대와 50년대에 마케팅은 고도로 기술적이고 가끔 인터뷰 방법만 사용하는 사례 연구 접근 방식에 크게 의존하는 소위 고전적 사고 학파가 지배했다. 1950년대 말에 두 개의 중요한 보고서가 마케팅의 방법론적 엄격성 부족, 특히 수학 지향적인 행동 과학 연구 방법을 채택하지 않은 것에 대해 마케팅을 비판했다. 소비자 행동주의적 관점을 채택함으로써 마케팅이 보다 학제간이 될 수 있는 무대가 마련되었다.
1950년대부터 마케팅은 경제학 에서 벗어나 다른 학문, 특히 사회학, 인류학, 임상 심리학 을 포함한 행동 과학으로 의존도를 옮기기 시작했다. 그 결과 고객을 분석 단위로 새롭게 강조하게 되었다. 그 결과, 오피니언 리더십, 참조 그룹, 브랜드 충성도와 같은 아이디어를 포함하여 마케팅 분야에 새로운 실질적인 지식이 추가되었다. 시장 세분화, 특히 사회경제적 지위(SES) 지수와 가구 수명 주기에 기반한 인구 통계학적 세분화도 유행이 되었다. 소비자 행동이 추가되면서 마케팅 분야는 이론 개발 및 테스트 절차와 관련하여 점점 더 과학적으로 정교해졌다.
초기에 소비자 행동은 동기 연구의 영향을 많이 받았는데, 이는 고객에 대한 이해를 높였으며 1920년대, 30년대, 40년대에 광고 업계 및 심리학 분야의 컨설턴트에 의해 광범위하게 사용되었다. . 1950년대까지 마케팅은 심층 인터뷰, 투영 기법, 주제통각검사, 다양한 질적 및 양적 연구 방법을 포함하여 동기 부여 연구자가 사용하는 기법을 채택하기 시작했다. 보다 최근에 학자들은 민족지학, 사진 추출 기술 및 현상학적 인터뷰를 포함한 새로운 도구 세트를 추가했다. 오늘날 소비자 행동(또는 애칭으로 알려진 CB )은 마케팅 내에서 중요한 하위 분야로 간주되며 거의 모든 학부 마케팅 프로그램의 연구 단위로 포함된다.

## 정의 및 설명
소비자 행동은 "이러한 활동에 선행하거나 뒤따르는 소비자의 정서적, 정신적, 행동적 반응을 포함하여 상품 및 서비스의 구매, 사용 및 폐기와 관련된 모든 활동"을 수반한다. 소비자라는 용어는 조직 소비자뿐만 아니라 개별 소비자를 지칭할 수 있으며, 보다 구체적으로는 "상품 또는 서비스의 유통망에서 반드시 구매자가 아닌 최종 사용자"를 의미할 수 있다. 소비자 행동은 다음과 관련이 있다.
- 구매 활동 : 상품 또는 서비스 구매; 정보 검색, 상품 및 서비스 평가, 구매 경험을 포함한 지불 방법을 포함하여 소비자가 제품 및 서비스를 획득하는 방법 및 구매 결정에 이르는 모든 활동
- 사용 또는 소비 활동 : 상징적 연상과 가족 또는 소비 단위 내에서 상품이 분배되는 방식을 포함하여 누가, 어디서, 언제, 어떻게 소비 및 사용 경험에 관한 것이다.
- 폐기 활동 : 소비자가 제품 및 포장을 폐기하는 방식에 관한 것이다. eBay 및 중고 시장과 같은 재판매 활동도 포함될 수 있다.

소비자 반응은 다음과 같다.
- 감정적(또는 정서적) 반응: 느낌이나 기분과 같은 감정을 나타낸다.
- 정신적(또는 인지적 ) 반응: 소비자의 사고 과정, 그들의
- 행동(또는 긍정적) 반응: 상품 또는 서비스의 구매 및 처분과 관련하여 소비자의 관찰 가능한 반응을 나타낸다.

연구 분야로서 소비자 행동은 응용 사회 과학이다. 소비자 행동 분석은 "인간의 경제적 소비를 해석하기 위해 일반적으로 실험적으로 얻은 행동 원칙의 사용"이다. 하나의 학문으로서 소비자 행동은 경제 심리학과 마케팅 과학의 교차점에 있다.

## 구매 결정과 그 맥락
구매 및 소비 행동을 이해하는 것은 마케터에게 중요한 과제이다. 가장 넓은 의미에서 소비자 행동은 구매 결정이 어떻게 이루어지고 제품이나 서비스가 어떻게 소비되거나 경험되는지 이해하는 것과 관련이 있다. 소비자는 적극적인 의사결정자이다. 그들은 종종 가처분 소득이나 예산에 따라 무엇을 살지 결정한다. 그들은 예산 및 기타 다양한 요인과 관련된 선호도를 변경할 수 있다.
일부 구매 결정에는 경쟁 대안 중에서 선택하기 위한 광범위한 정보 검색을 포함하는 길고 상세한 프로세스가 포함된다. 충동 구매 또는 습관적 구매와 같은 기타 구매 결정은 정보 검색에 시간이나 노력을 거의 또는 전혀 투자하지 않고 거의 즉시 이루어진다.
일부 구매 결정은 그룹(예: 가족, 가정 또는 기업)이 내리는 반면 다른 구매 결정은 개인이 한다. 가구와 같은 소규모 그룹에서 구매 결정을 내릴 때 그룹의 다른 구성원이 결정 프로세스의 다른 단계에 참여하고 다른 역할을 수행할 수 있다. 예를 들어, 한 사람은 구매 카테고리를 제안할 수 있고, 다른 사람은 제품 관련 정보를 검색할 수 있으며, 또 다른 사람은 물리적으로 매장에 가서 제품을 구입하고 집으로 운반할 수 있다.
대부분의 구매 결정에서 각 결정 역할을 수행해야 하지만 항상 같은 개인이 수행해야 하는 것은 아니다. 예를 들어, 가족이 외식 장소를 결정하는 경우 부모는 너무 피곤해서 요리를 할 수 없다고 암시함으로써 절차를 시작할 수 있다. 자녀는 전체 구매 결정에 중요한 영향을 미치는 요인이지만, 양쪽 부모는 수용할 수 없는 대안을 거부하고 더 수용 가능한 대안을 장려함으로써 문지기 역할을 수행하는 공동 결정자 역할을 할 수 있다. 광범위한 구매 상황에서 영향을 미치는 어린이의 중요성은 결코 과소평가되어서는 안 된다.
구매 결정에 사용되는 정신적 프로세스에 접근하기 위해 일부 저자는 구매 결정 중에 소비자가 사용하는 인지 및 정서적 프로세스를 나타내는 블랙박스 개념을 사용한다. 의사결정 모델은 블랙박스를 소비자 반응뿐만 아니라 외부 및 내부 자극(예: 소비자 특성, 상황 요인, 마케팅 영향 및 환경 요인)의 상호 작용을 보여주는 보다 넓은 환경에 위치시킨다. 블랙박스 모델은 행동주의의 블랙박스 이론과 관련이 있으며, 초점은 소비자 내부 에서 발생하는 프로세스를 넘어 확장되며 자극과 소비자 반응 간의 관계 도 포함한다.
결정 모델은 구매 결정이 진공 상태에서 발생하지 않는다고 가정한다. 오히려 실시간으로 발생하며 외부 환경 자극 및 소비자의 순간적인 상황을 포함한 다른 자극의 영향을 받다. 모델의 요소에는 대인관계 자극 (사람 사이) 또는 개인 내 자극(사람 내부), 환경 자극 및 마케팅 자극이 포함된다. 마케팅 자극은 기업이 계획하고 수행하는 행동을 포함하는 반면, 환경적 자극은 더 넓은 운영 환경에서 발생하는 행동이나 이벤트를 포함하며 사회적, 경제적, 정치적, 문화적 차원을 포함한다. 또한 구매자의 블랙박스에는 구매자의 반응에 영향을 미치는 구매자의 특성과 의사결정 과정이 포함된다.

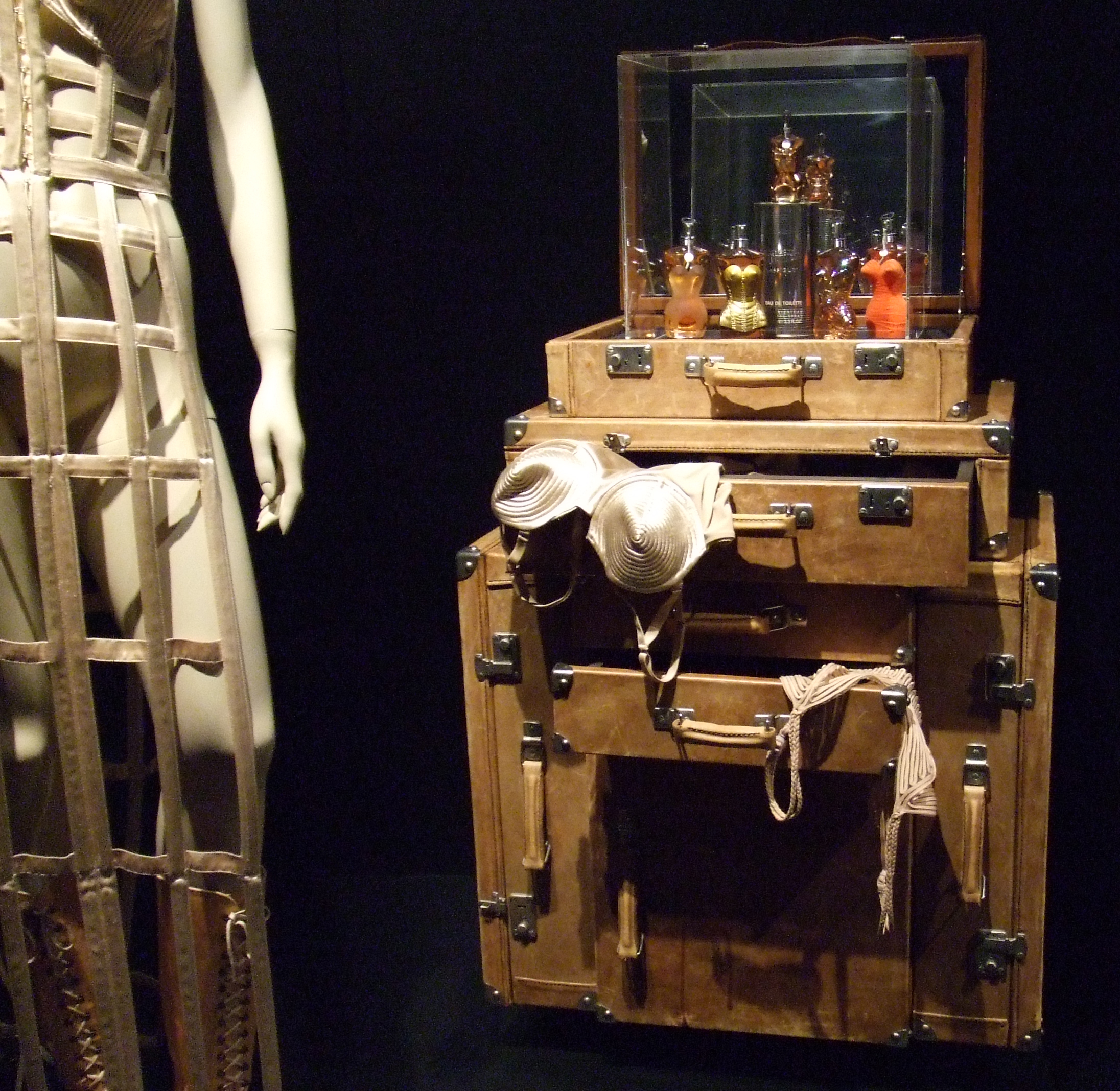
선물로 종종 구매되는 고급 향수의 구매는 선물이 주는 사람과 받는 사람 사이의 관계를 상징하기 때문에 높은 참여도 결정이다.

## 소비자의 구매 결정 과정: 개요
소비자 구매 프로세스는 일반적으로 5개의 개별 단계로 구성된 것으로 묘사된다.
구매 결정은 일반적으로 소비자의 현재 상태와 원하는 상태 간의 차이로 정의되는 소비자가 필요를 식별할 때 발생하는 문제 인식 단계에서 시작된다. 필요성의 강도는 전체 의사 결정 프로세스를 주도한다. 정보 검색은 소비자가 자신의 필요를 잠재적으로 충족할 제품 또는 브랜드에 대한 정보를 위해 내부 메모리와 외부 소스를 모두 검색하는 단계이다. 정보 검색의 목적은 현실적인 구매 옵션을 나타내는 옵션 목록을 식별하는 것이다. 전체 과정에서 소비자는 대안에 대한 일련의 정신적 평가에 참여하여 최상의 가치를 찾다. 평가 단계가 끝날 무렵 소비자는 구매 의도를 형성하며, 이는 실제 제품 구매로 이어질 수도 있고 그렇지 않을 수도 있다. 소비자가 실제 구매를 결정한 경우에도 소비자가 제품을 구매하거나 경험하고 최종 구매 후 평가에 참여하기 전까지는 의사결정이 완료되지 않은 것이다. 정보 검색 및 평가 단계에서 형성된 기대. 결정 프로세스의 단계는 일반적으로 고정된 순서로 발생한다. 그러나 정보 검색 및 평가는 구매 후를 포함한 전체 의사 결정 과정에서 발생할 수 있다.

## 같이 보기
- 브랜드 경영
- 마케팅 조사
- 미신